# Lijst van voetbalclubs - M
Dit is een lijst van voetbalclubs met als beginletter een M.
- MC Alger
- MC Oran
- Maccabi Petach Tikva
- Maccabi Tel Aviv FC
- Magdeburg
- Magdeburger FC Viktoria 1896
- Magenta
- Mağusa Türk Gücü SK
- Málaga CF
- FC Malamuk
- Malew AFC
- Malkiya Club
- Malmö FF
- FC Malters
- Manchester 62 FC
- Manchester City
- Manchester United
- KFC Mandel United
- MangaSport
- Mansfield Town
- AC Mantova
- FC Manu Laeva
- AS Manu-Ura
- NK Maribor
- IFK Mariehamn
- Marítimo Funchal
- Marown AFC
- AS Marsouins
- FC Martigny-Sports
- MAS Táborsko
- Masqat FC
- KV Mechelen
- NK Međimurje Čakovec
- FC Mendrisio-Stabio
- SV Merodia
- Metalurg Donetsk
- CF México
- Meyrin FC
- Miami Fusion FC
- Michael United AFC
- Middlesbrough FC
- Miðvágur
- Mighty Wanderers
- AC Milan
- Millonarios
- Millwall FC
- Minerva Berlin
- Minnesota United
- Miramar Rangers
- Modena FC
- Moeskroen
- Mogren Budva
- Mohammedan Sporting Club
- Molde FK
- Molot Moskou
- AS Monaco
- Borussia Mönchengladbach
- US Mondorf
- RAEC Mons
- CD Monte Carlo
- RRFC Montegnée
- SCR de Monteiro
- Montpellier HSC
- Montreal Impact
- Mosconia
- Moss FK
- Motherwell FC
- Muharraq Club
- KFC Muizen
- Municipal
- FC Münsingen
- NŠ Mura
- SS Murata
- MVV
- FK Mynaj
- MyPa 47

A · B · C · D · E · F · G · H · I · J · K · L · M · N · O · P · Q · R · S · T · U · V · W · X · Y · Z